# Río Branco
Río Branco is een stad in Uruguay, gelegen in het departement Cerro Largo aan de Yaguarón. De stad telt 14.764 inwoners (2004) en is daarmee de tweede stad van het departement na de hoofdstad Melo.
Río Branco ligt aan de grens met Brazilië. Aan de andere kant van de grens ligt de stad Jaguarão, verbonden door de brug Barón de Mauá.
De zone rond de stad werd in 1792 gebruikt als barrière tegen eventuele Portugese aanvallen en is vernoemd naar de Baron van Rio Branco (José Maria da Silva Paranhos Júnior).